# Станіслав Остророг (староста)
Станіслав Остророг гербу Наленч (пол. Stanisław Ostroróg; 1519—1568) — державний діяч, дипломат, лідер лютеран часів Польського королівства.

## Життєпис
Походив з польського магнатського роду Остророгів (Остроругів). Другий син Вацлава Остроруга, каштеляна каліського, та Уршулі Потоцької. Народився 1516 року. Після смерті батька 1527 року разом з братом Якубом деякий час перебував під опікою Єжи, Станіслава і Марціна Остророг-Львувських.
1548 року призначено королівським секретарем. Того ж року виконував дипломатичне доручення, здійснивши поїздку до імператора Священної Римської імперії Карл V Габсбурга. Останній зробив Остророга кавалером ордена Золотого руна. По поверненню до Польщі отримав староство косцянське.
1552 року надано посаду каштеляна мендзижецького та староство замеське. 1554 року встановив дружні стосунки з Альбрехтом, герцогом Пруссії. Останній клопотав про передачу Станіславу Остророгу староства мальборкського, проте невдало. В цей же час перейшов до лютеранства, перетворивши власне місто Гродзиськ на столицю лютеран Великої Польщі.
1555 році брав участь у соборі реформаторів в Познані. 1556 року виступив з протестом з приводу застосування антиреформаторських наказів. Разом з тим не підтримав ідею очільника кальвіністів Яна Ласького щодо об'єднання. 1558 року провів собор в Познані, де було вирішено залишитися в лютеранській конфесії. 1559 року вів перемовини з прусським герцогом Альбрехтом щодо проведення спільного собору лютеран Польщі й Пруссії.
З 1558 року Станіслав Остророг підтримував кандидатуру Сигизмунда Гогенцоллерна, сина Йоахіма II Гектора, курфюрства Юранденбурга, на трон Польщі на випадок смерті короля Сигізмунда II Августа, що був бездітним.
1565 року за позику королю в 22 тис. злотих (для ведення Ливонської війни) отримав холмське староство. Помер 1568 року.

## Власність
Володів Гродзиськом, половину Мендзижеча, Ходчем, Крилівом, понад 20 селами у Великій Польщі та кількома селами Холмщини.

## Родина
Дружина — Софія Тенчинська.
Діти:
- Ян (1565—1622), підчаший коронний
- Миколай (1567—1612), белзький каштелян